# لويس بارتولوميو ودروف
لويس بارتولوميو ودروف (بالإنجليزية: Lewis Bartholomew Woodruff)‏ هو قاضي ومحامي أمريكي، ولد في 19 يونيو 1809 في ليتشفيلد في الولايات المتحدة، وتوفي بنفس المكان في 10 سبتمبر 1875.